# (5026) Martes
(5026) Martes ist ein Asteroid des inneren Hauptgürtels, der am 22. August 1987 von dem tschechischen Astronomen Antonín Mrkos am Kleť-Observatorium (IAU-Code 046) bei Český Krumlov entdeckt wurde. Unbestätigte Sichtungen hatte es schon am 27. August 1976 (1976 QL) sowie am 6. und 10. November 1980 (1980 VA2) an der Sternwarte am purpurnen Berg bei Nanjing gegeben.
In einer Bahnuntersuchung von Petr Pravec aus dem Jahre 2010, der auch die Lichtkurve von (5026) Martes untersucht hatte, wurde vermutet, dass der Asteroid den gleichen Ursprungskörper hat wie der Asteroid 2005 WW113. Die beiden Körper bilden ein Asteroid Pair hatten sich laut Pravec vor 17.000 (± 2000) Jahren getrennt. Adrián Galád geht in einer Untersuchung aus dem Jahre 2012 von einem länger zurückliegenden Zeitpunkt aus.
(5026) Martes gehört zur Erigone-Familie, einer Gruppe von Asteroiden, die nach (163) Erigone benannt ist. Innerhalb der Erigone-Familie ist (5026) Martes Namensgeber einer eigenen Unterfamilie. Zu dieser Unterfamilie gehören zum Beispiel auch die Asteroiden (9619) Terrygilliam, (9879) Mammuthus, (19415) Parvamenon, (23011) Petach, (35270) Molinari, (37432) Piszkéstető, (121865) Dauvergne, (207585) Lubar und (274084) Baldone.
Der mittlere Durchmesser von (5026) Martes wurde mithilfe des Wide-Field Infrared Survey Explorers (WISE) sehr grob mit 8,967 km (± 2,335) berechnet, die Albedo ebenfalls sehr grob mit 0,066 (± 0,072).
(5026) Martes ist nach den Marderarten Baummarder (Martes martes) und Steinmarder (Martes foina) benannt, die im Wald um das Kleť-Observatorium herum beobachten werden können. Die Benennung erfolgte durch die Internationale Astronomische Union (IAU) am 4. Mai 1999.